# GalileoMobile

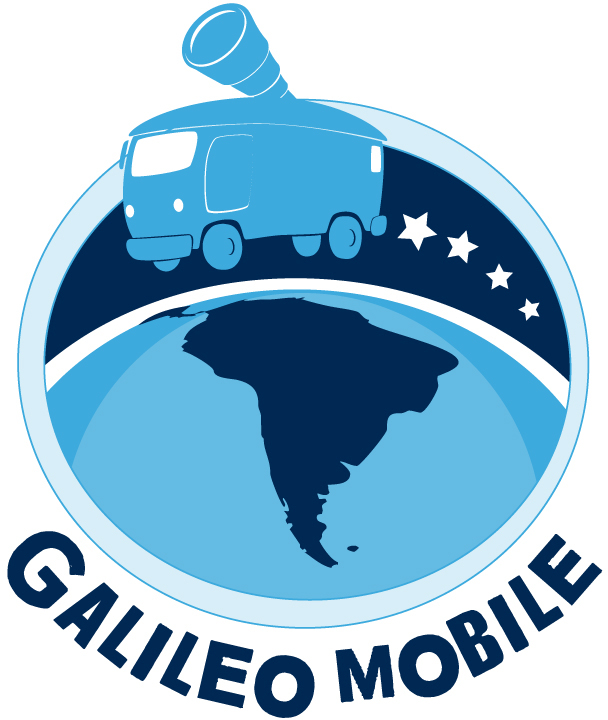
Logo oficial del proyecto GalileoMobile.

GalileoMobile es un proyecto educativo itinerante, enfocado en la astronomía, que se desarrolló a lo largo de diferentes países de Sudamérica en el 2009. Luego de esa experiencia, el proyecto está siendo reestructurado para lograr una continuidad y es integrado dentro de la UNAWE

## Experiencia 2009
GalileoMobile fue un proyecto especial del Año Internacional de la Astronomía. A lo largo de su viaje visitó numerosas escuelas de Chile, Bolivia y Perú entre los meses de octubre y noviembre de 2009. Se inculcar el pensamiento crítico de los jóvenes y niños, fomentando inquietudes acerca del Universo y despertando su interés por conocer más acerca del cielo.
Durante el viaje se realizaron experimentos, observaciones astronómicas y explicaciones simples sobre hechos astronómicos. Dichas actividades se compilaron en forma de una cartilla que puede ser obtenida libremente por los interesados en el proyecto.
GalileoMobile busca por medio del intercambio cultural y educativo compartir interpretaciones relacionadas con el cielo, por ello se eligió la zona del altiplano andino que posee una gran herencia astronómico-cultural.

## Actualidad
En la actualidad el documental realizado durante el viaja está finalizado y siendo distribuido en las escuelas que participaron. 
Además, el proyecto sen encuentra en una fase de reestructuración al colaborar activamente dentro de la UNAWE. Posibles nuevos destinos del proyecto incluyen diversos países como Ecuador, Colombia o Brasil e inclusive no de habla hispana como India y Sudáfrica